# Antonio Talavera
Antonio Talavera   (Esplugues de Llobregat, c. 1967) és un antic ciclista català que destacà en les modalitats del trialsín i el BMX durant la dècada de 1980. Durant la seva etapa d'activitat fou considerat el millor pilot de trialsín del moment, fins al punt que la seva marca, Montesa, edità un pòster al·legòric amb la seva foto.
Talavera va debutar el 1981 amb una Montesita a la categoria "Infantil" de segon any i de seguida començà a destacar, arribant a guanyar els Campionats d'Espanya i de Catalunya i la Copa d'Europa en categoria "Cadet" el 1983. Un dels secrets del seu èxit fou la seva constància en l'entrenament: de ben jove, acostumava a entrenar diàriament durant hores amb la bicicleta en sortir de l'escola -i també dissabtes i diumenges- en companyia dels seus veïns Pepe Marcos i Ot Pi (tots tres vivien al mateix carrer d'Esplugues de Llobregat). El seu lloc predilecte d'entrenament era un esvoranc d'uns sis metres d'ample i un de fondària que hi havia al carrer, just al davant del domicili de la família Pi.

## Palmarès

### Trialsín[1][3]
| Any          | Categoria    | C. d'Europa | C. d'Esp. | C. de Cat.  | Tro. Gen. Cat. | Títols |
| ------------ | ------------ | ----------- | --------- | ----------- | -------------- | ------ |
| 1982         | Cadet        | 2n          | 1r        | 1r          | ?              | 2      |
| 1983         | Cadet        | 1r          | 1r        | 1r          | 1r             | 4      |
| 1984         | Juvenil      | 2n          | 1r        | 1r          | 1r             | 3      |
| 1985         | Juvenil      | ?           | 1r        | 1r          | 1r             | 3      |
| Total títols | Total títols | 1           | 4         | 4           | 3              | 12     |
|              |              |             |           | 7 nacionals |                |        |

1. ↑  Al total de títols s'hi compten tots els campionats nacionals, estatals o internacionals guanyats

### BMX[1]
| Any          | Categoria    | C. d'Esp. | C. de Cat. | Tro. Zimarrón | Títols |
| ------------ | ------------ | --------- | ---------- | ------------- | ------ |
| 1983         | Cadet        | ?         | 1r         | 1r            | 2      |
| 1984         | Juvenil      | 1r        | 1r         | ?             | 2      |
| Total títols | Total títols | 1         | 2          | 1             | 4      |

1. ↑  Al total de títols s'hi compten tots els campionats nacionals i estatals guanyats